# Фрегаты типа 31
Фрегаты типа 31 (Type 31) или фрегаты типа «Inspiration», ранее известные как фрегаты типа 31e или «фрегаты общего назначения» (General Purpose Frigate, GPF) — тип фрегатов, планируемых к постройке для Королевского флота Великобритании в 2020-х годах наряду с противолодочными фрегатами типа 26. Разработанный фирмой Babcock International, этот проект продвигается на рынок под названием Arrowhead 140. В основу конструкции положен корпус фегата типа «Ивер Хюитфельд» ВМС Дании.
Предполагается, что фрегаты типа 31 заменят фрегаты общего назначения типа 23. Проект Type 31 является частью «Национальной стратегии судостроения» британского правительства.

## Разработка
«Стратегический обзор обороны и безопасности-2010» (SDSR) санкционировал программу Global Combat Ship (GCS), согласно которой подлежат замене 13 фрегатов Типа 23 Королевского флота. Ранее в том же году компания BAE Systems получила от Министерства обороны четырехлетний контракт стоимостью £127 млн на разработку фрегатов нового типа. Корабли проектировались в двух вариантах: пять фрегатов общего назначения и восемь противолодочных фрегатов. Между двумя вариантами не было большой разницы, за исключением ГАС Sonar 2087. Первоначально предполагалось, что строительство начнется в 2016 году, а к середине 2030-х годов корабли постепенно заменят фрегаты типа 23. В «Стратегическом обзоре обороны и безопасности-2015» было решено заказать только восемь противолодочных фрегатов типа 26, а ещё пять фрегатов общего назначения построить по отдельному проекту.

### Фрегат общего назначения
В результате появилась концепция фрегата общего назначения (General Purpose Frigate, GPFF),  боле легкого, гибкого и доступного по цене. Согласно SDSR 2015 года, более низкая стоимость этих фрегатов может привести к тому, что Королевский флот приобретет дополнительные единицы, увеличив общее количество фрегатов и эсминцев. Во время лекции по обороне и безопасности в июле 2016 года Первый морской лорд, адмирал сэр Филип Джонс, назвал GPFF фрегатом Type 31  и заявил что фрегаты типа 31 могут постоянно действовать  «к востоку от Суэца» — от Персидского залива до Азиатско-Тихоокеанского региона. В том же месяце компания BAE Systems представила два проекта фрегата общего назначения: «тип Avenger» на основе «патрульного корабля типа Amazonas / тип River серия 2», и «тип Cutlass», объявленный как «значительно расширенный и усовершенствованный вариант корвета типа «Хариф». The Sunday Times заявила, что Babcock International и BMT Group также представили свои проекты.

### Национальная судостроительная стратегия
В октябре 2017 года Financial Times заявила, что «...должностные лица в Министерстве обороны, Казначейства и ВМС давно негодуют по поводу принятого десять лет назад обязательства поддерживать судостроительные мощности на верфях BAE на Клайде независимо от потребностей военно-морского флота...» Она процитировала военного аналитика  Фрэнсиса Туса, который утверждал, что конкурс должен был подорвать монополию BAE в военном кораблестроении. Однако это было опровергнуто Министерством обороны, заявившим, что конкурс был направлен на сокращение сроков строительства и снижение стоимости.
В целях поддержания национальных мощностей судостроения в национальной стратегии судостроения 2017 года предлагалось заказать первую партию из пяти фрегатов Тип 31e с начальной датой ввода в эксплуатацию в 2023 году и стоимостью, ограниченной суммой в 250 млн фунтов стерлингов за единицу. После этого должен был последовать заказ на вторую партию. Планируется, что Type 31 подобно авианосцам типа «Куин Элизабет» будет построен по модульной технологии на нескольких коммерческих верфях и собран на одной центральной верфи.

### Тендер на проектирование
В течение 2017 года в качестве претендентов на контракт предлагалось несколько проектов разных компаний. BAE представила два проекта: «Avenger», по сути усовершенствованный патрульный корабль типа River серии 3, и «Cutlass», значительно расширенный и усовершенствованный вариант корвета типа «Хариф» . BMT представила проект под названием «Venator 110», Steller Systems выдвинула проект «Spartan», а Babcock предложила конструкцию под названием «Arrowhead 120».
В октябре 2017 года BAE Systems объявила, что откажется от участия в конкурсе Type 31e в качестве основного подрядчика, сославшись на ограниченные возможности своих верфей на Клайде, которые были заняты работой над новыми патрульными кораблями типа River и фрегатами Тип 26. Вместо этого BAE объявила о партнерстве с Cammell Laird, в соответствии с которым BAE предоставит свои знания в области проектирования и системной интеграции, а Cammell Laird будет генеральным подрядчиком и отвечать за сборку кораблей на своей верфи в Беркенхеде. Предложенный проект получил название «Leander», по имени нескольких кораблей, ранее служивших в Королевском флоте.
В ноябре 2017 года было объявлено, что BMT и Babcock подписали соглашение о сотрудничестве по Type 31. Они не выбирали между соответствующими конструкциями «Venator 110» или «Arrowhead 120», а вместо этого исследовали свои конструкции, чтобы определить наилучший из возможных вариантов. В конце мая 2018 года компания Babcock в партнерстве с BMT и Thales Group анонсировала проект «Arrowhead 140», основанный на корпусе датского фрегата Iver Huitfeldt.
Конкурс был приостановлен 20 июля 2018 года из-за того, что было получено «недостаточное количество заявок», однако The Times заявила, что это произошло из-за «кризиса финансирования». Конкурс был возобновлен в августе 2018 г.

### Выбор этапа конкурсного проектирования

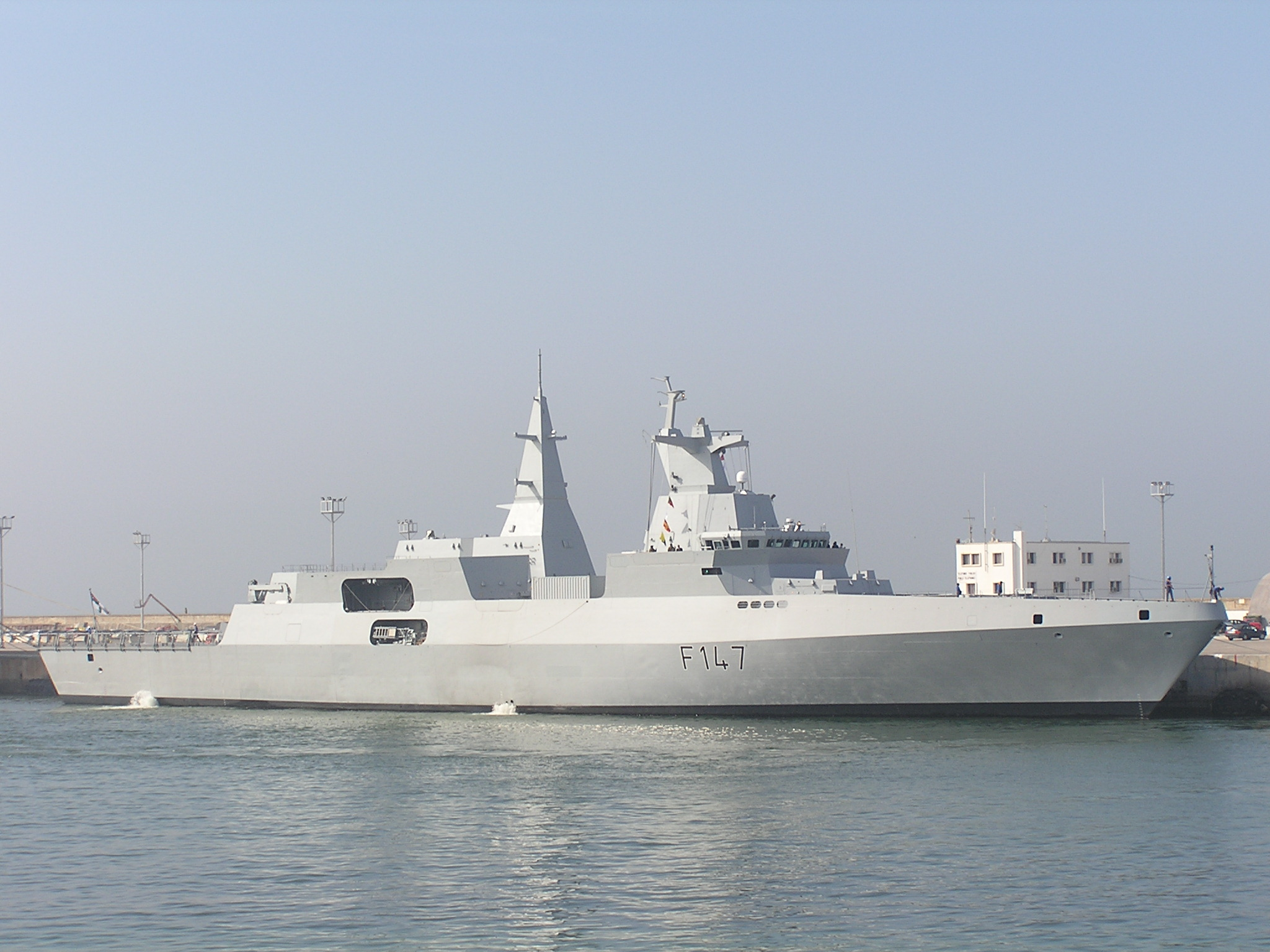
Южноафриканский фрегат «Spioenkop», MEKO A-200, похожий на предложенную конструкцию Atlas Elektronik

10 декабря 2018 года для конкурсного проектирования были отобраны три группы:
- BAE Systems / Cammell Laird с их запланированным дизайном Leander
- Babcock / BMT / Thales с их дизайном Arrowhead 140
- Atlas Elektronik UK / Thyssenkrup Marine Systems, который, вероятно, будет основан на конструкции MEKO A-200

И BAE Systems, и группа под руководством Babcock уже заявили об участии, когда конкурс был временно приостановлен. Третье предложение было подано командой Atlas Elektronik из Великобритании. Предложения Babcock и Атласа включали Ferguson Marine на Клайде и Harland & Wolff в Белфасте. К августу 2019 года обе эти компании заявили о финансовых трудностях.
12 сентября 2019 года было объявлено, что для фрегата Type 31 была выбрана конструкция Arrowhead 140. 15 ноября 2019 года с компанией Babcock был официально заключен контракт со средней стоимостью 250 млн фунтов стерлингов за единицу и общей стоимостью программы 2 млрд фунтов стерлингов, из которых на долю Babcock приходилось 1,25 млрд фунтов стерлингов.
20 января 2020 года Комитет государственных счетов был проинформирован постоянным секретарем обороны о том, что первый корабль будет спущен на воду к 2023 году, а срок ввода в эксплуатацию — 2027 год. Это противоречило с более ранними заявлениями о том, что срок ввода в эксплуатацию будет в 2023 году.

## Характеристики
Во время слушаний Специального комитета обороны в июле 2016 года Первый морской лорд адмирал сэр Филип Джонс назвал GPFF «гораздо менее высококлассным кораблем. Это по-прежнему сложный военный корабль, и он по-прежнему способен защищать и защищать и оказывать влияние по всему миру, но он намеренно сформирован с учетом уроков, полученных из более широкой отрасли и готовых технологий, чтобы сделать его ... более привлекательным для действуют на несколько более низком уровне в операциях Королевского флота». IHS Janes описала его как «надежный фрегат», который будет обеспечивать «морскую безопасность, борьбу на море с терроризмом и пиратством, сопровождение и огневую поддержку ... [сидит] между высококлассными возможностями, предоставляемыми Type 26 и Тип 45, а также ориентированная на полицию продукция, которая должна быть доставлена пятью запланированными OPV 2-й серии класса «River».
Презентация, выпущенная в сентябре 2017 года Королевским флотом, подчеркивала модульную адаптируемость и гибкость конструкции для экспортных возможностей. Основные требования к фрегату Type 31e включают в себя орудие среднего калибра, системы точечной защиты, ангар и кабину экипажа для Wildcat или 10-тонного вертолета, с экипажем около 100 человек с дополнительными местами для еще 40 человек. В сентябре 2017 года британское правительство опубликовало Запрос на информацию (RFI), в котором подробно описаны желаемые характеристики Type 31e. RFI предоставляет более подробную информацию, такую как «орудие среднего калибра» не менее 57 мм, точечная ракетная система ПВО и дополнительная возможность запускать и принимать беспилотные летательные аппараты. Forces News сообщила, что в его конструкцию войдут ракеты Sea Ceptor, усовершенствованный радар воздушного и наземного обзора и индикации цели, такой как Thales NS100 , он сможет работать как с вертолётами Agusta Westland Wildcat HMA2, так и с AgustaWestland Merlin HM2. 1 октября 2020 года компания BAE Systems объявила о заключении контракта на поставку пяти орудий Bofors 57 Mk 3 и десяти орудий малого калибра Bofors 40 Mk 4 для первых пяти фрегатов Type 31.

## Экспорт
30 июня 2021 года стало известно, что Babcock ведет переговоры с Грецией, Индонезией, Польшей и двумя другими странами о потенциальных поставках фрегатов типа 31.
16 сентября 2021 года компания Babcock объявила, что подписала соглашение с PT PAL Indonesia на разработку две моделей на базе Type 31 для ВМС Индонезии.

## Состав серии
Вместе пять кораблей получили название «тип «Inspiration». В мае 2021 года Первым морским лордом были объявлены имена пяти кораблей Type 31.
«Active», назван в честь фрегата типа 21, который участвовал в Фолклендской войне. «Bulldog» унаследовал название от эсминца типа B времён Второй мировой войны, который сопровождал грузовые конвои в Атлантике и участвовал в захвате немецкой подводной лодки U-110 и шифровальной машины «Enigma». «Formidable» назван в честь авианосца времен Второй мировой войны HMS Formidable, который принимал участие в сражениях в Средиземном море, Атлантическом и Тихом океанах. «Venturer» получил имя в честь подводной лодки HMS Venturer, которая прославилась тем, в подводном положении уничтожила субмарину противника. «Campbeltown» назван в честь эсминца типа «Таун», который участвовал в рейде на Сен-Назер.
По состоянию на 2021 год все корабли планируется ввести в эксплуатацию к февралю 2030 года 

### Список кораблей
| Название    | Номер | Верфь                     | Заказан    | Заложен | Спущен | В строю | Статус                         |
| ----------- | ----- | ------------------------- | ---------- | ------- | ------ | ------- | ------------------------------ |
| Venturer    |       | Бэбкок Интернэшнл, Росайт | 15.11.2019 |         |        |         | Первая резка стали 23.09.2021. |
| Bulldog     |       | Бэбкок Интернэшнл, Росайт | 15.11.2019 |         |        |         | Заказан                        |
| Campbeltown |       | Бэбкок Интернэшнл, Росайт | 15.11.2019 |         |        |         | Заказан                        |
| Formidable  |       | Бэбкок Интернэшнл, Росайт | 15.11.2019 |         |        |         | Заказан                        |
| Active      |       | Бэбкок Интернэшнл, Росайт | 15.11.2019 |         |        |         | Заказан                        |